# Радоје Јанковић
Радоје Јанковић (Чачак, 21. октобар 1879 — Београд, 29. новембар 1943) официр, ратник, дипломата и писац.

## Биографија
Рођен је 8. октобра по старом, односно 21. октобра по новом календару 1879. године у Чачку. Четврто је дете Миливоја, тада кафеџије, касније државног службеника, и Милке Јанковић, девојачко Сретеновић. У књигу рођених у чачанском храму Светог Вазнесења, уписани су близанци – Радоје и Радојка.
Радоје је завршио шести разред гимназије школске 1896/97. године у Чачку. Био је у разреду са будућим песником Владиславом Петковићем Дисом, али и са ратним другом Михаилом Гавровићем.
Школовање млади Јанковић наставља у Београду, најпре 1897. у Нижој подофицирској школи, а потом 1898. уписује војну академију коју завршава као 34 у класи. Први распоред добија 1900. године у Десетом пуку пешадије у Горњем Милановцу, а потом је премештен 1902. године у Београд, у 7. пешадијски, па 18. пук на Топчидеру.

### Војнички дани
Радоје Јанковић је учествовао у догађајима на почетку 20. века који су променили ток историје: нашао се међу завереницима који су 29. маја 1903. године извели преврат и убили краља Александра Овреновића и краљицу Драгу. Био је међу 28 официра који су ушли превратничке ноћи у двор о чему је оставио детаљне белешке у грађи која се чува у Градској библиотеци „Владислав Петковић Дис“. Држава га 1908. шаље у интендантску школу у Француску где остаје три године. Међутим, Јанковић је у сталној вези са официрима у отаџбини, пише за разне листове о војсци, 1911. учествује у покретању листа „Пијемонт“ и постаје члан Удружења „Уједињење или смрт“. Учествује у балканским ратовима и оставља потресна сведочења о херојству српске војске.
Ратне 1914. године Јанковић је на разним бојиштима, од Мачковог камена где из Ваљева као шеф одећног одсека пише Врховној команди о потресном стању одеће и овуће војника и апелује да се хитно набави 300.000 пари опанака и чоја за одело. За време Сувоборске битке је у Штабу Прве армије уз генерала Живојина Мишића, регента Александра, храбре српске сељаке о чему такође оставља записе и сведочење.
Радоје Јанковић је био у блиским односима са престолонаследником Александром и 1916. године добија поверљиву мисију у Русији да уручи одликовања цару Николају Другом, одржава блиске контакте са министарством војним и формира у Одеси Југословенски добровољачки корпус. У Одеси је открио велике злоупотребе у куповини и испоруци хране из Русије за Србију које је извршио делегат српске владе Шајновић са ортаком трговцем Ћирковићем („Одеска афера“). Српску мисију у Петрограду 1917. затиче револуција о чему ће Јанковић оставити у свом дневнику и писмима важне записе. Српски официри су затечени догађајима у Солуну и суђењу Драгутину Димитријевићу Апису и друговима из организације „Црна рука“. Јанковић са Божином Симићем, Војиславом Гојковићем и Александром Србом 23. маја 1917. шаље депешу регенту Александру и влади на Крфу тражећи ултимативно да се суђење одложи до повратка у отаџбину и ослобођење оптужених. У противном су запретили штампом, интервенцијом страних дипломатија и Стокхолмском конференцијом. Одговор владе је био да су потписници депеше одмах пензионисани, удаљени из војске и у другом Солунском процесу осуђени на казне затвора. Радоје Јанковић се не враћа у Солун јер је осуђен на 15 година затвора, па започиње његова избегличка судбина дуга седам година. У Самари склапа 1918. године бољшевички брак са Наталијом Калмић, Трансибирском железницом се пребацује у Јапан, а одатле у Европу. У Еритреји је ухапшен и задржан три месеца док Наталија продужава у Француску и у Кану налази свекрву Милку и Јанковићеву сестричину Десу Дугалић.
У Риму се Јанковићима 6. марта 1919. рађа кћерка Видосава, а гостопримство им пружа ризикујући свој положај пуковник Живко Павловић, војни изасланик Краљевине Срба, Хрвата и Словенаца.
После година изгнанства и потуцања по Европи, Радоје Јанковић се уз краљево одобрење враћа у септембру 1923. године у Београд. Ухапшен је и спроведен без новог суђења у Пожаревац на издржавање солунске казне. У јуну 1924. је пребачен у Лепоглаву, касније је пренесен у београдску болницу ради операције слепог црева. У затвору остаје до маја 1925. године када му краљ Александар опрашта казну и враћа укинута права.

### Дипломатска каријера
Већ наредне године Јанковић је именован за конзула у Чикагу где остаје до 1929. када је постављен за генералног конзула у Њујорку. Конзул Радоје Јанковић је унапредио дипломатске односе две земље, окупљао и мирио српску дијаспору и цркву, радио за Југославију и круну.
Када је 1936. године конзулат у Тирани подигнут на ниво посланства, председник владе Милан Стојадиновић именовао је Радоја Јанковића за првог опуномоћеног посланика у Албанији. Амбасадор је одмах успоставио добре односе са двором краља Ахмета Зога, организовао пријем поводом његовог венчања 1938. године и потписао Ваздухопловну конвенцију о успостаљању авио-саобраћаја између Београда и Тиране. Утицај југословенског амбасадора није био по вољи Италије, па је Јанковић 1939. године враћен у земљу и пензионисан.
Са Миланом Стојадиновићем Јанковић 1940. године покушава да оснује нову Српску радикалну странку, покреће лист „Уједињење“, али чачански двојац је пропао интернацијом Стојадиновића на Рудник. За време немачке окупације бивши дипломата је 1941. године ухапшен и провео неколико месеци у затвору. Радоје Јанковић до краја живота посвећен отаџбини и завичају, умро је 29. новембра 1943. године и сахрањен на Новом гробљу на парцели 24 где су му супруга и кћерка подигле бисту.
Познавао је и сарађивао са многим крунисаним главама и државницима: Миланом и Александром Обреновићем, Петром и Александром Карађорђевићем, царем Николајем Другим Романовим, краљем Ахметом Зогом, председницима Америке Рузвелтом и Вилсоном, кнезом Павлом, грофом Ћаном, пријатељевао са Миланом Стојадиновићем, Михајлом Пупином, Николом Теслом, Томасом Вотсоном, владиком Николајем, Иваном Мештовићем, књижевницима Ивом Андрићем, Миланом Ракићем, Растком Петровићем, Црњанским... Милутин Бојић му је после Првог балканског рата 1912. године посветио песму „Освећене могиле“. Записи о сусретима и сарадњи са многим личностима које су обележиле прву половину 20. века део су богате заоставштине Радоја Јанковића у Градској библиотеци „Владислав Петковић Дис“ која чека да буде истражена и уписана у монографију о овом заборављеном великану наше прошлости.